# Maurice Marinot
Georges Maurice Marinot (Troyes, 1882–ibídem, 1960) fue un pintor y vidriero francés.  

## Biografía
Estudió en la Escuela de Bellas Artes de París y fue alumno de Fernand Cormon. En sus inicios como pintor estuvo vinculado al fauvismo. Expuso en el Salón de los Independientes, así como en el Salón de Otoño entre 1905 y 1918. Desde entonces se dedicó más exclusivamente a la artesanía del vidrio —actividad que había iniciado en 1911—, aunque desde 1945 retornó a la pintura.
En vidrio, realizó preferentemente cuencos y frascos de concepción más ornamental que práctica, con formas escultóricas de aspecto macizo, con o sin color, a veces esmaltados y, en ocasiones, con dibujos realizados al aguafuerte. Por lo general, elaboraba objetos gruesos, pesados, con interés más en el espesor que en la transparencia. Los elementos decorativos solían ser de aspecto abstracto, realizados por incisión. Le gustaba dejar «imperfecciones», tales como cuarteos o burbujas de aire.
Sobre su obra en vidrio expresó en una ocasión que pretendía realizar «esculturas de agua, arquitecturas de hielo modeladas en la materia incandescente». En 1937 abandonó la artesanía del vidrio por problemas de salud.